# Старий Житомир
Старий Житомир — район в Житомирі що розташований на пагорбі поблизу річки Кам'янки, що впадає в річку Тетерів. 
Раніше Житомир був в основному розташований на цьому місці, але згодом він більше розтягнувся по Тетереву. Зараз там стоять пам'ятки архітектури у вигляді будинків 19 століття і пам'ятник на пагорбі.